# Lagarde, Haute-Garonne
Lagarde är en kommun i departementet Haute-Garonne i regionen Occitanien i södra Frankrike. Kommunen ligger i kantonen Villefranche-de-Lauragais som tillhör arrondissementet Toulouse. År 2022 hade Lagarde 438 invånare.

## Befolkningsutveckling
Antalet invånare i kommunen Lagarde
Referens:INSEE